# 체어리프트

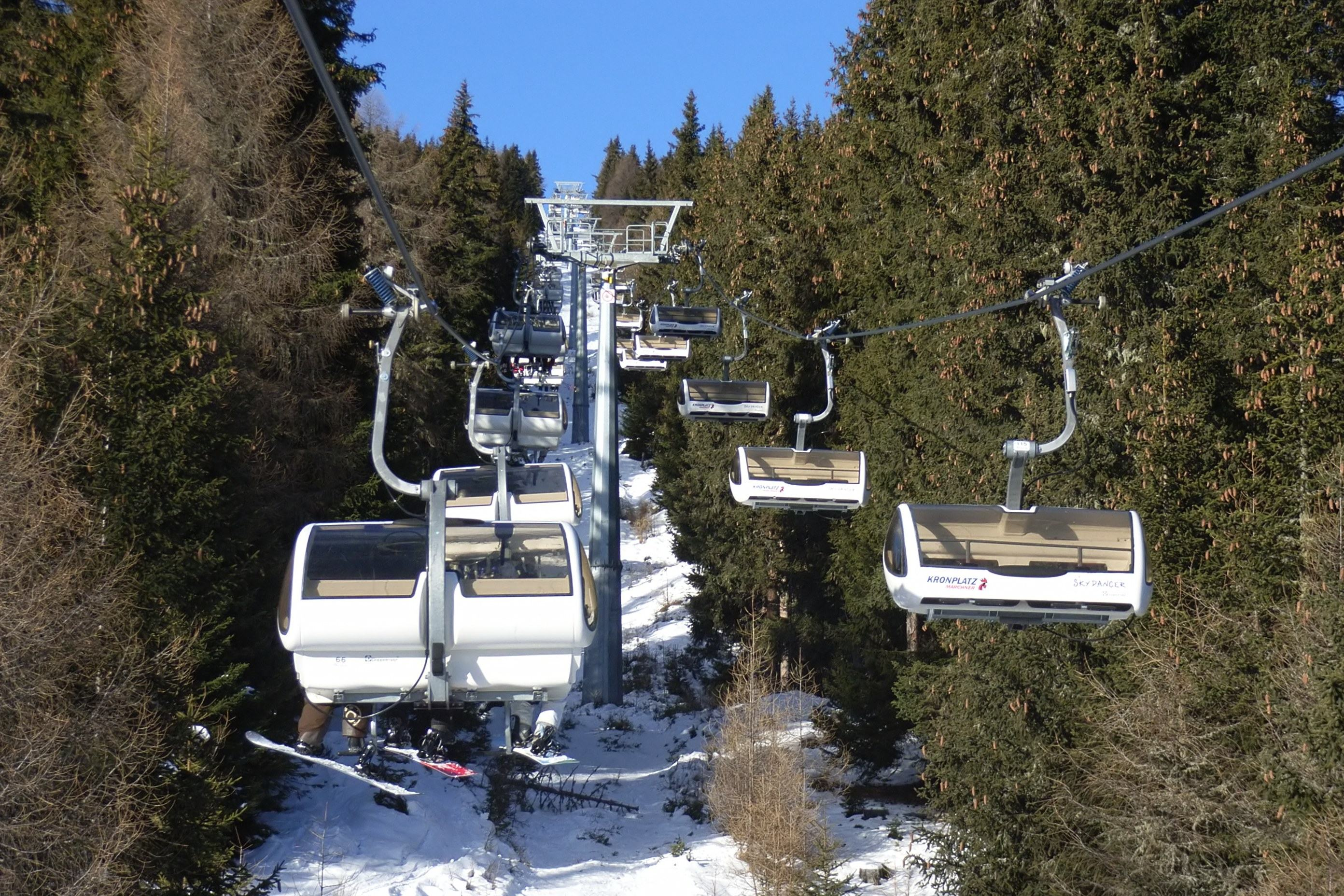
이탈리아 크론플라츠의 체어리프트

체어리프트(chairlift)는 여객용 삭도로, 양쪽 터미널 사이를 일련의 의자로 연속적으로 순환한다. 주로 산악에서의 교통 수단이며, 특히 스키장에서 사용된다. 이 경우에는 스키 리프트라고 하는 것이 일반적이다. 또한 놀이공원과 같은 각종 관광을 위한 시설에도 많이 볼 수 있다.